# Eurylaimus harterti
Eurylaimus harterti, är en fågelart i familjen praktbrednäbbar inom ordningen tättingar.

## Utbredning och systematik
Fågeln delas in i fyra underarter med följande utbredning:
- E. h. friedmanni – sydöstra Myanmar, Thailand (söderut till Kranäset) och Indokina
- E. h. pallidus – södra Thailand (söder om Kranäset) och Malackahalvön; tidigare även Singapore
- E. h. harterti – Sumatra, Riauarkipelagen (Bintan) samt öarna Bangka och Belitung
- E. h. brookei – Borneo och norra Natunasöarna

Den betraktas oftast som underart till bandad brednäbb (Eurylaimus javanicus), men urskiljs som egen art av Birdlife International, Internationella naturvårdsunionen och Handbook of Birds of the World.

### Familjetillhörighet
Familjerna praktbrednäbbar (Eurylaimidae) och grönbrednäbbar (Calyptomenidae) behandlades tidigare som en och samma familj, Eurylaimidae, med det svenska trivialnamnet brednäbbar. Genetiska studier visar att de inte är varandras närmaste släktingar.

## Status
Den kategoriseras av IUCN som livskraftig.

## Namn
Fågelns vetenskapliga namn hedrar den tyska samlaren och ornitologen Ernst Hartert (1859-1933).